# Robert Andersson (pallamanista)
Robert Andersson (Ystad, 24 novembre 1969) è un ex pallamanista svedese.

## Palmarès

### Olimpiadi
- 2 medaglie:
  - 2 argenti (Barcellona 1992; Atlanta 1996)